# Cecil Harcourt
Sir Cecil Halliday Jepson Harcourt (tradotto in grafia cinese: 夏慤S; Bromley, 11 aprile 1892 – Londra, 19 dicembre 1959) è stato un ammiraglio britannico dell'Inghilterra, che fu ammiraglio della Royal Navy e de facto governatore di Hong Kong come comandante militare in capo, dal settembre 1945 al giugno 1946. Dai locali veniva chiamato col nome cinese Ha Kok, in riferimento al nobile cinese del IV secolo Chung Kok.

## Carriera militare
Harcourt nacque a Bromley, nel Kent, da Halliday Harcourt e Grace Lilian (nata Jepson) l'11 aprile 1892. Fu educato a Fonthill, nella parrocchia di East Grinstead, e in seguito al Royal Naval College di Osborne e a Dartmouth (1904–1909). Ebbe una distinta carriera nella Royal Navy, dove entrò come guardiamarina il 15 settembre 1904, all'età di 12 anni. Servì in entrambe le guerre mondiali.
Nel 1939 Harcourt fu nominato direttore della Divisione Operazioni dell'Ammiragliato. Nel 1941 fu il capitano dell'ammiraglia della Home Fleet, mentre era al comando della HMS Duke of York. Dall'agosto 1942 al gennaio 1943 fu al comando della 10ª Squadra navale della Home Fleet. Tra il 1942 e il 1944 prese parte alla campagna del Nordafrica, al largo della Tunisia, e alla campagna d'Italia, nei mari attorno a Pantelleria e Lampedusa, e in supporto alle operazioni in Sicilia e agli sbarchi a Salerno. Nel 1944 divenne Naval Secretary e nel 1945 fu nominato ufficiale comandante dell'11º Squadrone portaerei, con la HMS Colossus come ammiraglia.
Con le sue portaerei, Harcourt fu al comando del Task Group 111.2 per la riconquista di Hong Kong, insieme a tre incrociatori, quattro cacciatorpediniere, un sottomarino e diverse flottiglie di cacciamine. Ordinò agli aerei delle portaerei di distruggere un piccolo numero di motoscafi kamikaze giapponesi nell'area di Hong Kong. Il governatore in carica prima del conflitto, Franklin Gimson, portò Harcourt ai campi di prigionia e negli ospedali da campo. La prima tappa fu il campo d'internamento di Stanley, che Harcourt descrisse così:
()
Il 16 settembre Harcourt ricevette nella Government House di Hong Kong la resa giapponese (firmata dal maggior generale Hisakazu Tanaka e dal viceammiraglio Ruitarō Fujita). Fu il governatore de facto di Hong Kong come comandante militare in capo fino al giugno 1946. Il 18 dicembre 1945 fu nominato Cavaliere Commendatore dell'Ordine del Bagno (KCB). Nel 1946 fu promosso viceammiraglio.
Nel 1947 Harcourt divenne il secondo in comando della Mediterranean Fleet. Nel 1948 fu nominato Secondo Lord del Mare e capo del personale navale, come anche lord commissario dell'Ammiragliato e nel 1950 comandante in capo del Nore, andando poi in pensione nel 1952. Il 19 dicembre 1959 morì sulla strada per l'ospedale di St. Stephen, nel quartiere di Chelsea, a Londra. Nel gennaio 1960 fu tenuto un servizio in memoria dell'ammiraglio presso la chiesa di Saint Martin-in-the-Fields.

## Comandi
Le navi di cui Harcourt fu comandante includono:
- HMS Wessex (1931)
- HMS Stuart (1935); a guida della flottiglia di cacciatorpediniere australiana
- HMS President (1939)
- HMS Duke of York (1941)
- HMS Sheffield (1942)
- HMS Aurora (1942)
- HMS Cleopatra (1943)
- HMS Venerable (1945)
- HMS Tamar (1945)
- HMS Newfoundland
- HMS Swiftsure

## Famiglia
A partire dal 17 aprile 1913, per un breve periodo, assunse il cognome "Harcourt-Morris".
Nel 1920 divenne il secondo marito della pianista inglese Evelyn Suart, che era al tempo vedova, e non ebbero figli. Una delle figlie di Evelyn del precedente matrimonio era la famosa ballerina Diana Gould, che in seguito divenne la seconda moglie del violinista Yehudi Menuhin. La sorella Griselda divenne invece la seconda moglie del pianista Louis Kentner. Dopo la morte di Evelyn Suart nel 1950, Harcourt sposò nel 1953 Stella, vedova del commodoro dell'aria David Waghorn.